# Henri Rochefort
Victor Henri Rochefort, marchese di Rochefort-Luçay (Parigi, 30 gennaio 1831 – Aix-les-Bains, 30 giugno 1913), è stato un letterato, giornalista e politico francese.

## Biografia

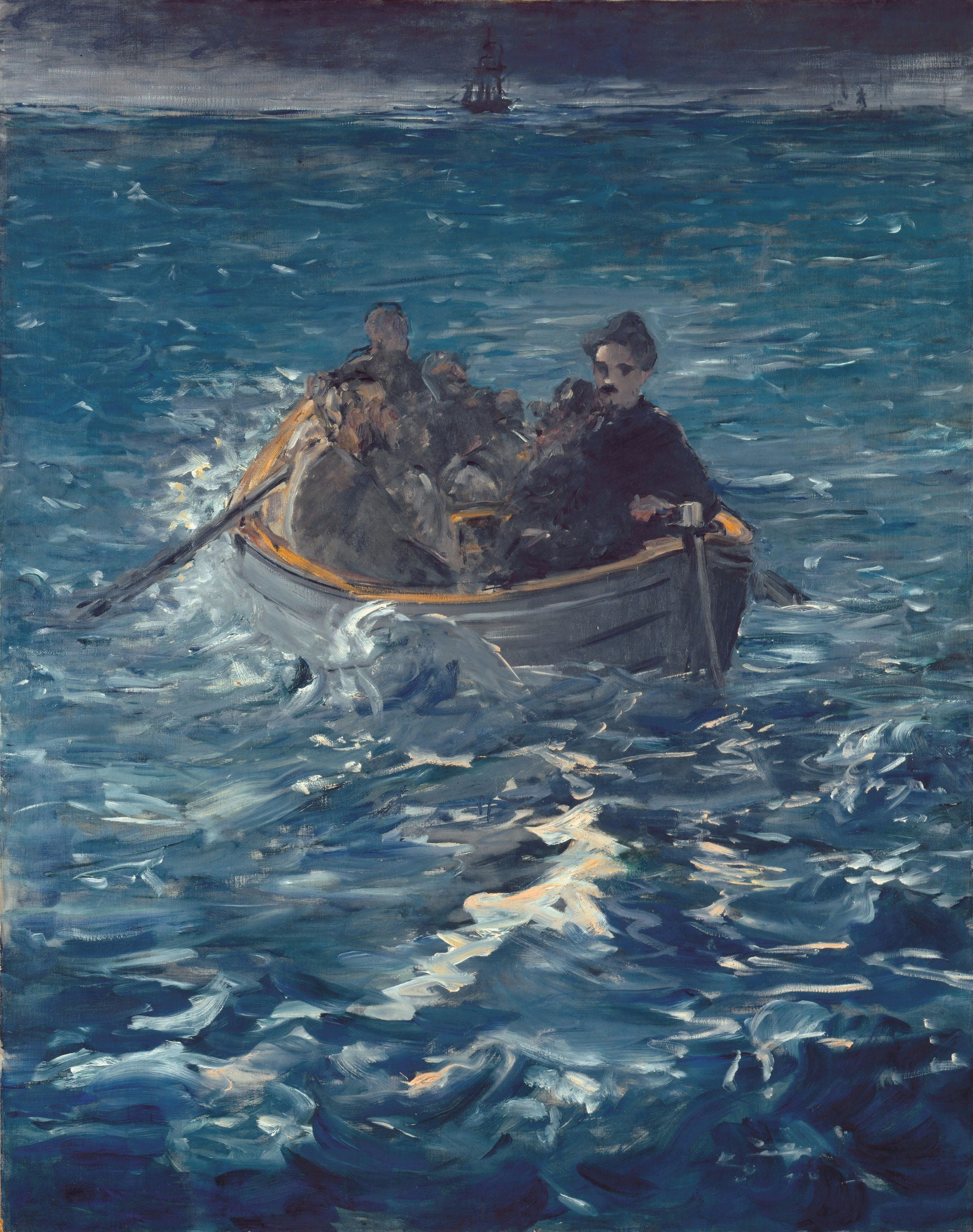
Édouard Manet, Fuga di Rochefort

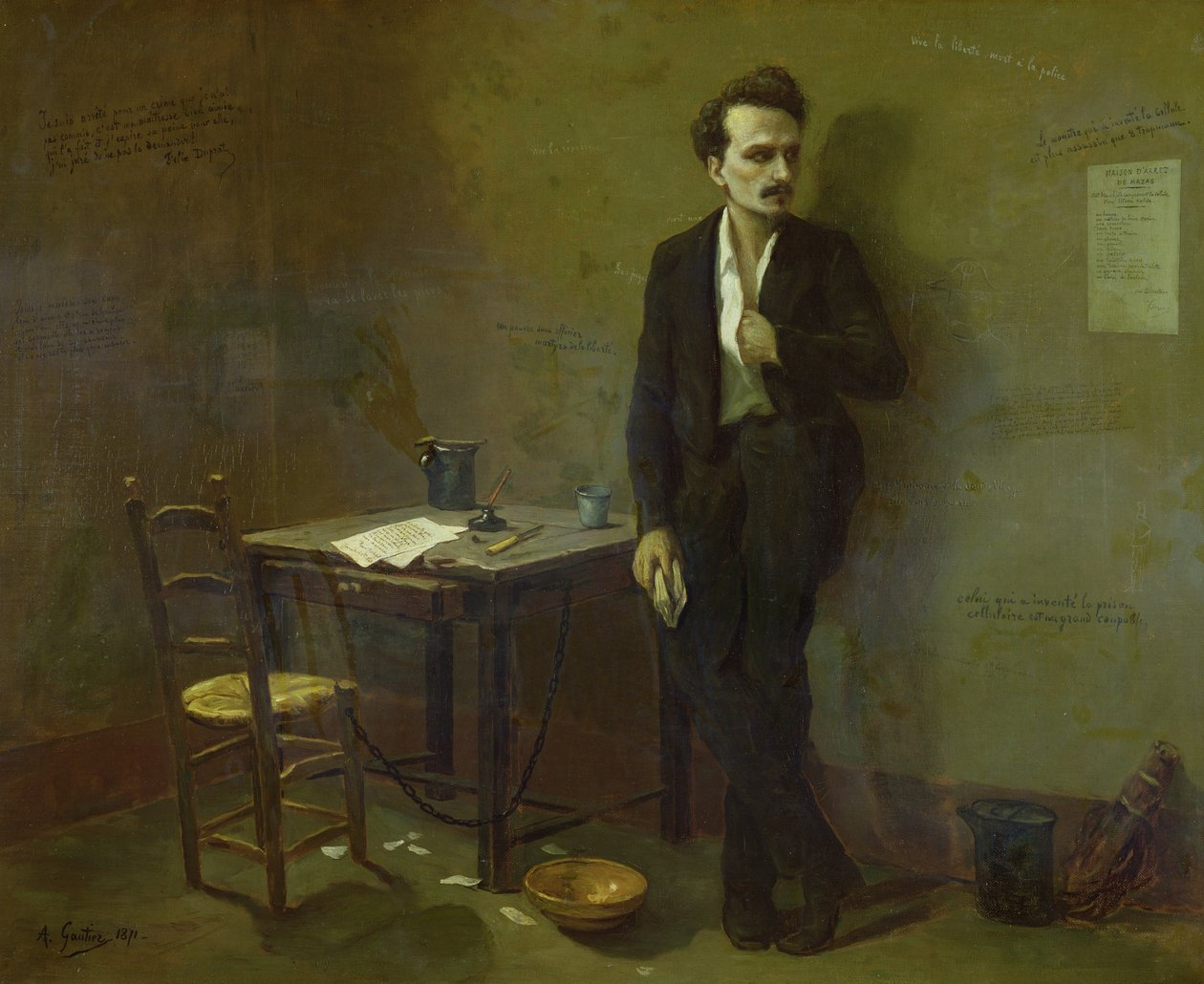
Armand Gautier, Henri Rochefort in prigione (1871)

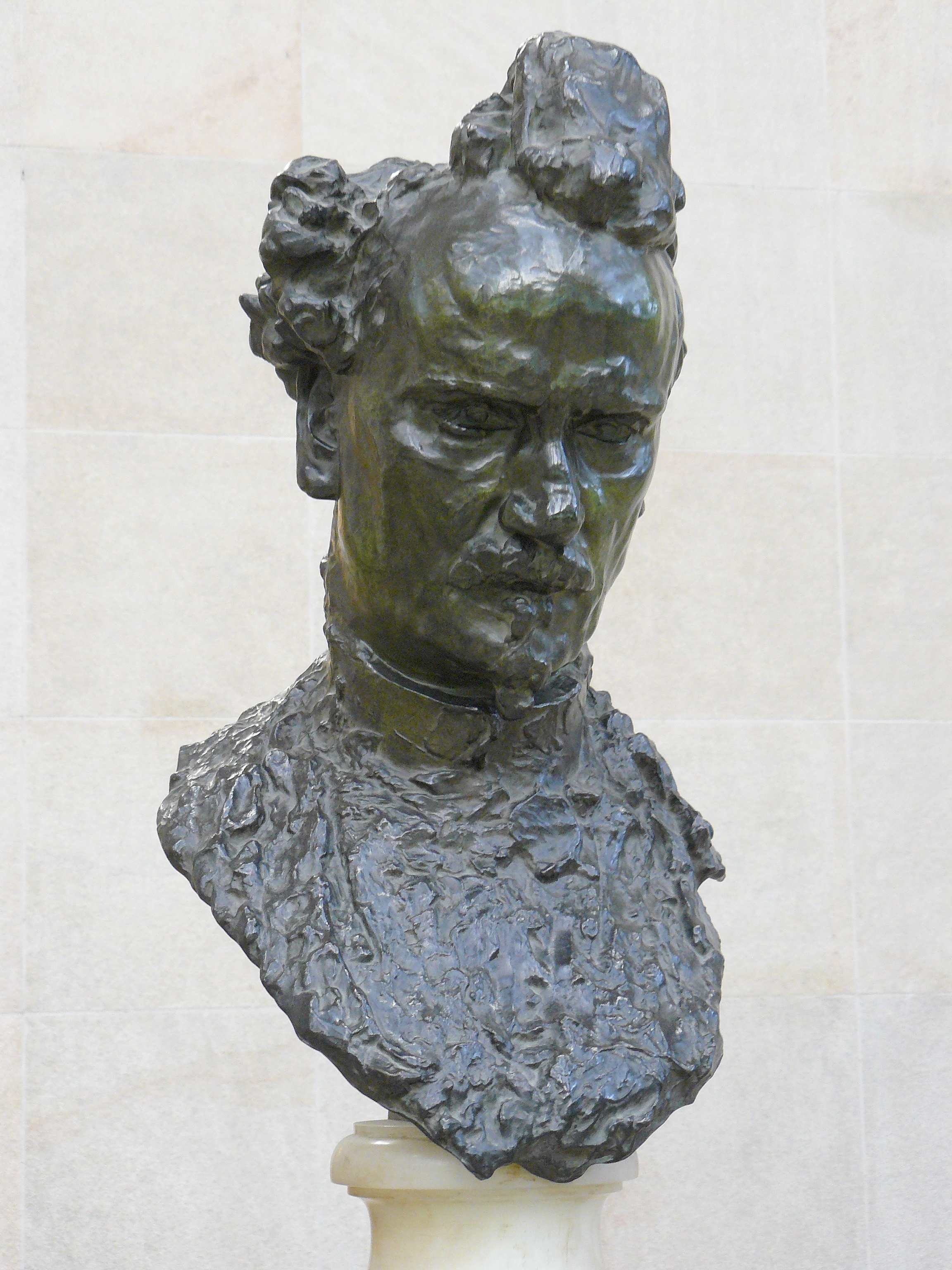
Auguste Rodin, busto di Henri Rochefort (musée d'Orsay)

Henri Rochefort era figlio di Claude-Louis-Marie de Rochefort-Luçay (1790-1871), un nobile decaduto che aveva acquistato una certa rinomanza come autore di vaudeville con lo pseudonimo di Edmond Rochefort. Dopo essere stato studente di medicina e impiegato presso l'Hôtel de Ville, nel 1858 pubblicò con lo pseudonimo di Eugène de Mirecourt il romanzo La Marquise de Courcelles; tra il 1860 e il 1866 scrisse numerose opere narrative e teatrali, oggi completamente dimenticate. Attorno al 1865 entrò nel giornalismo iniziando a collaborare con L'Événement e Le Figaro. Una serie di suoi articoli con violenti attacchi al regime bonapartista, pubblicati in seguito nel volume Les Français de la Décadence (3 voll., 1866-1868), lo portarono in rotta di collisione con le autorità francesi e, dopo l'intervento del governo, fu allontanato da Le Figaro (1868). Fondò allora il settimanale satirico La Lanterne (il primo numero uscì il 31 maggio 1868) e accentuò la polemica politica. La Lanterne venne tuttavia soppresso dopo l'undicesima uscita e nell'agosto 1868 Rochefort venne condannato a un anno di carcere e alla multa di 10 000 franchi. Rifugiatosi a Bruxelles, riprese nella città belga le pubblicazioni de La Lanterne che, stampato in francese, inglese, spagnolo, italiano e tedesco, veniva poi spedito clandestinamente in tutta Europa. Dopo una seconda accusa Rochefort si trasferì in Belgio. Una serie di duelli, il più famoso dei quali fu quello fatto con il portavoce del partito bonapartista Paul de Cassagnac a proposito di un articolo su Giovanna d'Arco, mantennero viva l'attenzione dell'opinione pubblica su Rochefort.
Nel 1869 fu eletto deputato per la prima circoscrizione di Parigi alla Chambre des députés francese: ritornò in Francia e riprese l'attività pubblicistica contro il Secondo impero attraverso un nuovo giornale, La Marseillaise, a cui collaboravano anche Paschal Grousset e Victor Noir. Una serie di articoli violenti contro il governo da parte di Noir e Grousset portarono alla morte dello stesso Noir, ucciso dal principe Pierre Bonaparte (10 gennaio 1870), alla soppressione de La Marseillaise e alla condanna di Rochefort e Grousset a sei mesi di prigione; la pena non fu scontata interamente perché nel frattempo la caduta di Napoleone III e la rivoluzione di settembre portarono alla liberazione dei due giornalisti.
Divenne membro del Comitato Centrale della Guardia Nazionale; ma la vicinanza alle forze moderate fu presto interrotta a causa delle sue aperte simpatie verso i comunardi. Mel marzo 1871 si dimise dall'Assemblea nazionale, assieme a pochi altri deputati, per non sottoscrivere lo smembramento territoriale della Francia e infine l'11 maggio 1871 fuggì da Parigi assediata. Arrestato a Meaux, per ordine del governo di Versailles fu dapprima rinchiuso in un forte, poi condannato da un tribunale militare al carcere a vita e, nonostante le proteste dell'opinione pubblica e di intellettuali come Victor Hugo, deportato nella Nuova Caledonia.
Nel marzo 1874 riuscì a evadere dal bagno penale, salire a bordo di una nave inglese e tornare in Europa dopo aver trascorso qualche tempo negli Stati Uniti; la fuga ispirò un famoso dipinto di Édouard Manet. Dopo una sosta a Londra Rochefort si stabilì a Ginevra, dove riprese a pubblicare La Lanterne e a scrivere articoli per giornali francesi. Tornò infine in Francia grazie all'amnistia generale fatta approvare nel luglio 1880 da Léon Gambetta. A Parigi fondò un nuovo giornale, L'Intransigeant, di tendenze radicali e socialiste, il cui primo numero apparve nelle edicole il 14 luglio, anniversario della presa della Bastiglia ed ebbe un immediato successo. Per un breve periodo, fra il 1885 e il 1886, Rochefort sedette nella Camera dei Deputati; ma la sua attività a favore del generale Georges Boulanger gli procurò una nuova condanna al carcere a vita (1889); riuscì a evitare la reclusione riparando in tempo a Londra, da dove continuò a collaborare al suo giornale. Fra le sue campagne fecero molto scalpore le sue rivelazioni, a proposito dello "scandalo di Panama", di aver incontrato l'esponente radicale Georges Clemenceau assieme al finanziere Cornelius Herz.
Ritornò a Parigi, grazie a una nuova amnistia, nel 1895, due anni prima che scoppiasse l'affare Dreyfus, lo scandalo politico più importante in Francia sul finire del XIX secolo. Da allora in avanti si troverà tuttavia nel campo opposto a quello a cui aveva militato in passato: nel caso dell'affare Dreyfus fu infatti alla guida della campagna contro Alfred Dreyfus a fianco di antisemiti come Édouard Drumont e Hubert-Joseph Henry; negli ultimi tempi, sempre più su posizioni filo-bulangiste, fu direttore del quotidiano nazionalista La Patrie.

## Curiosità
- Durante il periodo universitario aveva organizzato un lungo viaggio a piedi attraverso la Svizzera, con cinque suoi compagni di studi, cui tuttavia non poté partecipare, avendogli il padre negata la somma necessaria per l'escursione. In seguito a tale diniego Rochefort ebbe salva la vita. Infatti, i suoi cinque amici furono trucidati nel sonno da un albergatore svizzero, a scopo di rapina.
- Nell'ultimo decennio di vita, anche stimolato dalla bella e giovanissima moglie, Rochefort fu pioniere del ciclismo e, soprattutto, dell'automobilismo, utilizzando quotidianamente la sua Oldsmobile 5 HP.

## Opere

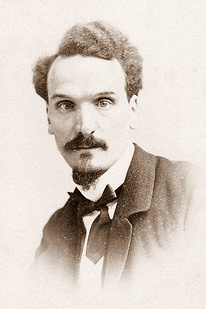
Rochefort in una foto di Disderi del 1865 circa

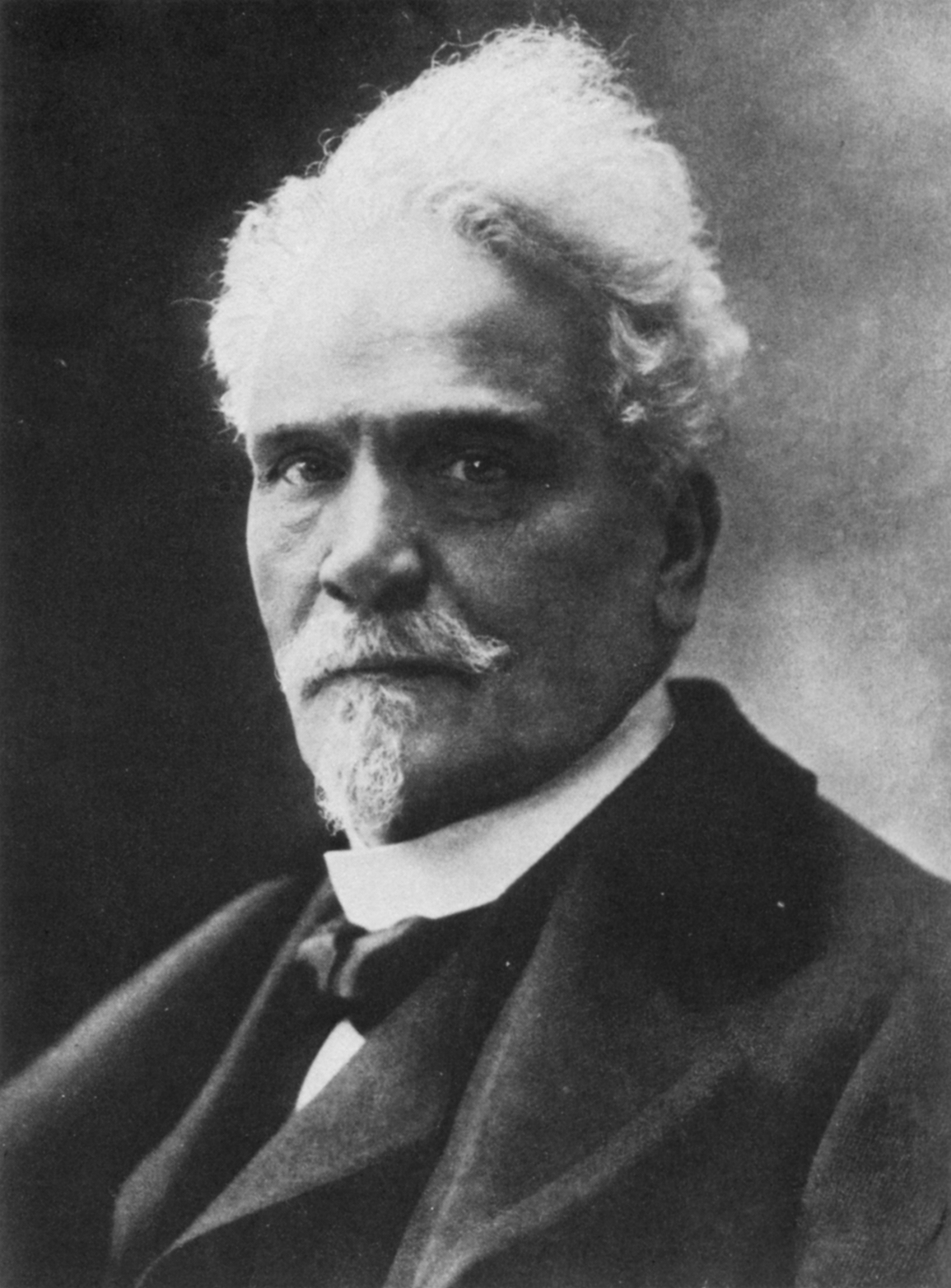
Rochefort in una foto di Nadar del 1900 circa

### Romanzi, opere di narrativa, saggi
- Les petits mystères de l'Hôtel des ventes (1862)
- L'évadé, roman canaque (1880)
- Madmoiselle Bismark : roman parisien (1881, Gallica)
- Les dépravés (1882)
- La malaria : étude sociale (1887)
- Les aventures de ma vie (1896)

### Raccolte di articoli
- Les français de la décadence (1866)
- La grande Bohême (1867, Google books)
- Les signes du temps (1868, Google books)
- Mes treize premières lanternes (1868, Google books)
- La Lanterne (1870)
- Napoléon dernier (1880)
- Retour de la nouvelle Caledonie : De Noumea en Europe (1881)

### Opere teatrali
- Je suis mon fils, commedia-vaudeville in un atto, con Charles Varin, Théâtre du Palais-Royal (4 febbraio 1860)
- Le petit cousin, operetta in un atto, Bouffes-Parisiens (1860)
- Les roueries d'une ingénue, vaudeville in 3 atti, Théâtre du Vaudeville (1861)
- Une martingale, vaudeville in un atto, Théâtre des Variétés (6 aprile 1862)
- Un premier avril, operetta in 1 atto, Bouffes-Parisiens
- Un homme du Sud, à-propos burlesque, Théâtre du Palais-Royal (31 agosto 1862)
- 'Les bienfaits de champavet,  commedia-vaudeville in un atto, Théâtre des Délassements-Comiques (30 maggio 1862
- Nos petites faiblesses, vaudeville in 2 atti, Théâtre des Variétés (18 novembre 1862)
- Les Secrets du Grand Albert, commedia in 2 atti, Théâtre des Variétés (31 gennaio 1863)
- La Vieillesse de Brindidi, pièce in un atto, Théâtre des Variétés (1864)
- Sauvé, mon Dieu!, vaudeville in un atto, Théâtre du Vaudeville (1865)
- La tribu des Rousses, vaudeville in un atto (1865)
- La Foire aux grotesques, pièce in 2 atti, Théâtre du Palais-Royal (1866)
- La Confession d'un enfant du siècle, commedia in 1 atto, Théâtre du Vaudeville (1866)